# توم كونواي
توم كونواي (بالإنجليزية: Tom Conway)‏ (7 نوفمبر 1933 بستوك أون ترينت في المملكة المتحدة - ) هو لاعب كرة قدم بريطاني في مركز الهجوم. لعب مع بورت فايل وليك تاون ‏.